# Pionier I
Pionier I war das erste Betonschiff, das nach der Eroberung Griechenlands durch die Wehrmacht in Perama vom Stapel lief. Es wurde westlich der Lichaden von Partisanen versenkt und ist heute ein beliebtes Ziel von Tauchern.

## Geschichte
Nach der Besetzung Griechenlands während des Balkanfeldzugs bestellte das Armeeoberkommando 12 Beton-Pontons zum Bau einer 2 km langen Pontonbrücke. Wo diese Brücke errichtet werden sollte, geht aus den Akten nicht hervor, möglicherweise von Rio nach Andirrio. Als Auftraggeber unterzeichnet General der Pioniere Walter Kuntze den Bauauftrag. Oberstleutnant Adolf Gotthilf Götsche leitete den Bau der Pontons, die hauptsächlich in Werften in Perama gefertigt wurden. Am 1. August 1942 lief der erste Ponton vom Stapel. Sie wurden nach französischen Plänen für Flusskähne aus den 1920er Jahren gebaut.
Die Kriegsmarine hatte in Griechenland jedoch von Anfang an Probleme, geeignete Schiffe zu besorgen, so dass man sogar hölzerne Motorsegler ankaufte oder anmietete. Als sich die Pläne zum Bau der Brücke zerschlugen, wurde am 26. Januar 1943 Götsche damit beauftragt, die Pontons zu Transportschiffen umzurüsten. Am 17. April 1943 wurde die umgebaute Pionier I an die Mittelmeer-Reederei übergeben, aber noch 10 Tage später wurde vermerkt, dass sie noch nicht mit einem Motor versehen war. Mit dem 150 PS starken Dieselmotor, der schließlich verbaut wurde, war das Schiff untermotorisiert und erreicht nur eine Geschwindigkeit von 3 kn. Sie verfügte über drei Ladeluken und hatte eine Tragfähigkeit von 250 t. Jeweils am Bug und am Heck gab es einen Ladebaum. Als Bewaffnung dienten zwei Maschinengewehre. Ende 1943 verkehrten die Betonschiffe im Küstenverkehr.
Am 7. Juli 1944 verließ die Pionier I mit 200 t Kohle beladen zusammen mit ihrem Schwesterschiff Pionier II den Hafen von Piräus über Chalkida und Volos nach Stratoni, um dort Eisenerz zu laden. Im Nordeuböischen Golf auf Höhe der Stadt Limni wurde die Pionier I am 9. Juli von zwei Motorseglern der Nationalen Volksbefreiungsmarine ELAN verfolgt und schließlich gekapert. Der griechische Kapitän und die griechische fünfköpfige Besatzung wurden freigelassen, während die zwei deutschen Soldaten gefangen genommen wurden. Das führerlose Schiff lief auf einen Fels, schlug leck und sank 500 m westlich der Lichaden. Die Partisanen kappten die Ladebäume, die aus dem Wasser schauten, um zu verhindern, dass das Wrack entdeckt werde. Nachdem die Pionier I bis zum 13. Juli nicht in Volos einlief, startete man eine Suchaktion, aber erst am 22. Juli konnte ihr Schicksal aufgeklärt werden.
Die Pionier I liegt in etwa 10 m und ist bei ruhiger See von der Wasseroberfläche gut sichtbar. Seit 1994 nimmt der Tourismus zu den Lichaden stetig zu und Ausflugsboote statten im Sommer dem Wrack einen Besuch ab. Es werden auch Tauchfahrten zu dem Schiff angeboten.